# Méjannes-lès-Alès
Méjannes-lès-Alès is een gemeente in het Franse departement Gard (regio Occitanie). De plaats maakt deel uit van het arrondissement Alès. Méjannes-lès-Alès telde in 1 januari 2022 1.232 inwoners.

## Geografie
De oppervlakte van Méjannes-lès-Alès bedroeg op 1 januari 2022 6,58 vierkante kilometer; de bevolkingsdichtheid was toen 187,2 inwoners per km².

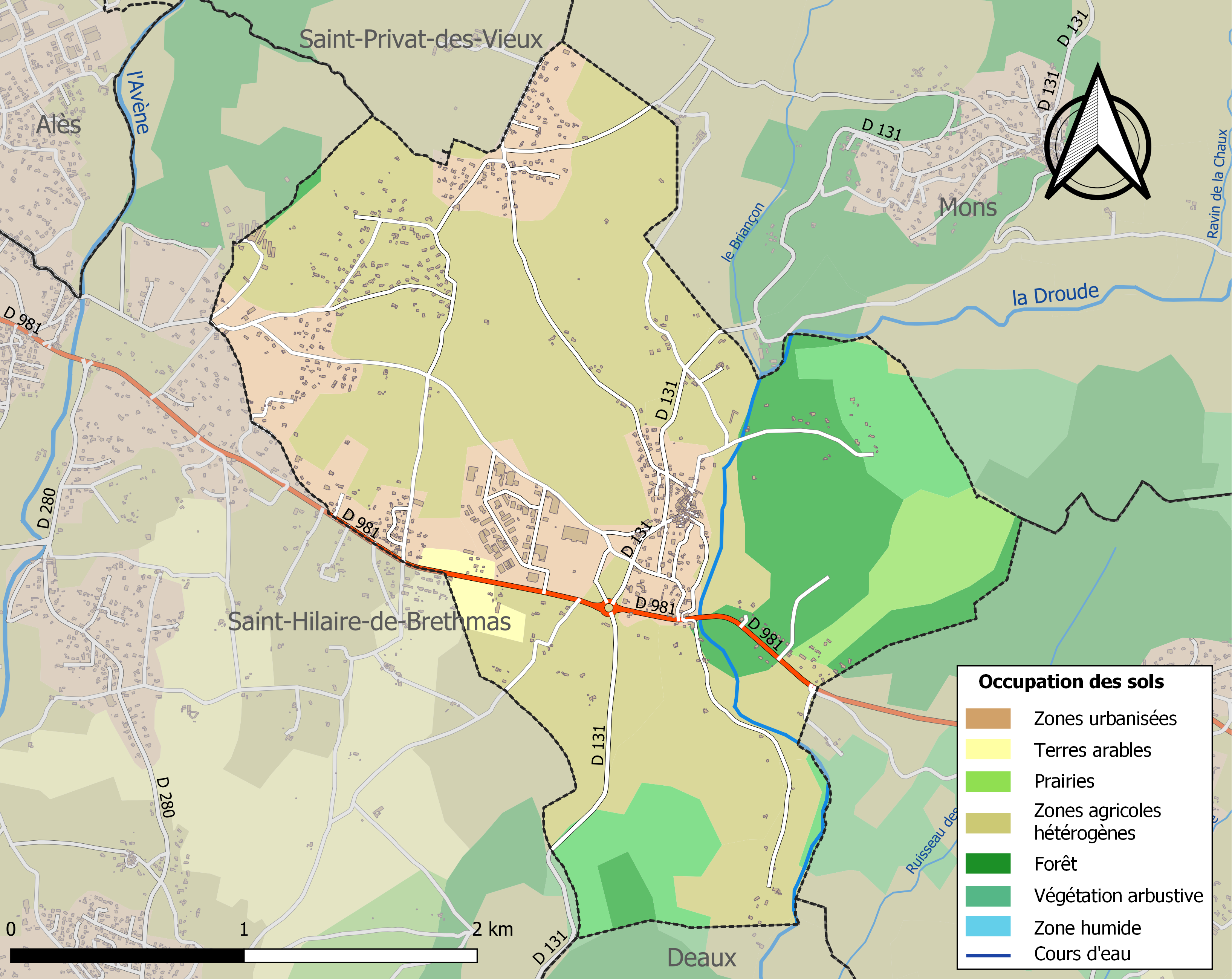
Kaart van de gemeente met belangrijkste infrastructuur, bodemgebruik en omliggende gemeenten

## Demografie
Onderstaande figuur toont het verloop van het inwonertal (bron: INSEE-tellingen).